# (951) Gaspra
(951) Gaspra – jedna z mniejszych planetoid z pasa głównego. Należy do rodziny Flora.

## Odkrycie
Została odkryta 30 lipca 1916 roku w Obserwatorium Simejiz na górze Koszka na Krymie przez rosyjskiego astronoma Grigorija Nieujmina. Nazwa pochodzi od ukraińskiego nadmorskiego uzdrowiska Haspra.

## Orbita
Orbita Gaspry jest nachylona do płaszczyzny ekliptyki pod kątem 4,1°. Na jeden obieg wokół Słońca potrzebuje 3 lat i 102 dni, krążąc w średniej odległości 2,21 au. Średnia prędkość orbitalna wynosi około 19,88 km/s.

## Właściwości fizyczne
Gaspra ma bardzo nieregularny kształt o rozmiarach 18,2 × 10,5 × 8,9 km. Jej albedo wynosi 0,22, a jasność absolutna 11,46m. Średnia temperatura na powierzchni sięga około 181 K (maks. 8 °C). Zaliczana jest do typu S. Rotuje w okresie 7 godzin i 5 minut (0,293 dnia), oś obrotu nachylona jest do płaszczyzny ekliptyki pod kątem 72°.
Na powierzchni zalega cienka warstwa regolitu. Stwierdzono występowanie krzemianów, powszechnie występują oliwin i piroksen w proporcjach od 1:4 do 1:7. Jest na niej wiele małych kraterów, nie zauważono jednak bardzo dużych. Przypuszcza się, że powierzchnia Gaspry jest stosunkowo młoda (20–300 mln lat).

## Badania bezpośrednie
29 października 1991 roku sonda kosmiczna Galileo przeleciała w odległości ok. 1600 km od Gaspry, wykonując 57 kolorowych zdjęć obejmujących około 80% powierzchni.

## Lista tworów geologicznych na powietrzni Gaspry
Regiony na powierzchni Gaspry zostały nazwane na cześć astronomów związanych z tą planetoidą.
| Region        | Nazwa na cześć    |
| ------------- | ----------------- |
| Dunne Regio   | James Dunne       |
| Neujmin Regio | Grigorij Nieujmin |
| Yeates Regio  | Clayne Yeates     |

Kratery uderzeniowe na powierzchni Gaspry noszą nazwy pochodzące od słynnych miejscowości uzdrowiskowych. Jeden z nich nazwano Krynicą od uzdrowiska w Polsce.
| Krater          | Nazwa pochodzi od                        |
| --------------- | ---------------------------------------- |
| Aix             | Aix-en-Provence, Francja                 |
| Alupka          | Ałupka, Ukraina                          |
| Baden-Baden     | Baden-Baden, Niemcy                      |
| Badgastein      | Bad Gastein, Austria                     |
| Bagnoles        | Bagnoles, Francja                        |
| Bath            | Bath, Wielka Brytania                    |
| Beppu           | Beppu, Japonia                           |
| Brookton        | Brookton, Nowy Jork, Stany Zjednoczone   |
| Calistoga       | Calistoga, Kalifornia, Stany Zjednoczone |
| Carlsbard       | Karlowe Wary, Czechy                     |
| Charax          | Charaks, Ukraina                         |
| Helwan          | Heluan, Egipt                            |
| Ixtapan         | Ixtapan, Meksyk                          |
| Katsiveli       | Katsiveli, Ukraina                       |
| Krynica         | Krynica-Zdrój, Polska                    |
| Lisdoonvarna    | Lisdoonvarna, Irlandia                   |
| Loutraki        | Lutraki, Grecja                          |
| Mandal          | Mandal, Norwegia                         |
| Manikaran       | Manikaran, Indie                         |
| Mariánské Lázně | Mariánské Lázně, Czechy                  |
| Miskhor         | Miskhor, Ukraina                         |
| Moree           | Moree, Australia                         |
| Ramlösa         | Ramlösa, Szwecja                         |
| Rio Hondo       | Rio Hondo, Argentyna                     |
| Rotorua         | Rotorua, Nowa Zelandia                   |
| Saratoga        | Saratoga, Nowy Jork, Stany Zjednoczone   |
| Spa             | Spa, Belgia                              |
| Tang-Shan       | Tangshan, Chiny                          |
| Yalova          | Yalova, Turcja                           |
| Yalta           | Jałta, Ukraina                           |
| Zohar           | Zohar, Izrael                            |